# كسر غالياتزي
كسر غالياتزي (بالإنجليزية: Galeazzi fracture)‏ هو كسر في الثُلث القاصِ لعظمة الكعبرة مع وجود خلع في المفصل الكعبري الزندي القاصي.

## التاريخ
سُميَ هذا الكسر نسبةً إلى الجراح الإيطالي ريكاردو غالياتزي (1866-1952) الذي وصفَ هذا الكسر لأول مرة في عام 1934.

## العلامات والأعراض
يحدث الألم وتورم الأنسجة الرخوة في موقع الكسر في الثلث القاصي من الساعد وفي مفصل الرسغ. تؤكَد هذه الإصابة من خلال التقييم الشعاعي. يمكن أن يترافق رض الساعد بمتلازمة الحيز. قد يظهر أيضًا شلل العصب بين العظمين الأمامي، ولكنه إصابة يسهل تفويتها بسبب افتقارها للمكون الحسي. العصب بين العظمين الأمامي عصب حركي بحت، وهو فرع من العصب الناصف. يمكن أن تسبب إصابته شللًا في العضلة المُثنية الطويلة لإبهام اليد والعضلة المُثنية العميقة للأصابع، وهو ما يؤدي إلى فقدان آلية التقاء الإبهام والسبابة. تترافق كسور غالياتزي أحيانًا بهبوط الرسغ بسبب إصابة العصب الكعبري أو الأوتار الباسطة أو العضلات الباسطة.

## الفيزيولوجيا المرضية
يمكن أن يكون خلع رأس الزند في خلع وكسر غالياتزي ظهريًا (الأشيع) أو راحيًا (نادرًا) تبعًا لآلية الإصابة. إذا حدث السقوط على اليد الممدودة والساعد في وضعية الكب، يكون الخلع ظهريًا، وإذا كان الساعد في وضعية الاستلقاء، يكون الخلع راحيًا.
بعد الإصابة، يخضع الكسر لقوى مُشوِهة منها تأثير العضلات العضدية الكعبرية والكابّة المربعة وباسطات الإبهام، بالإضافة إلى وزن اليد. لا تستطيع جبائر التثبيت منع التأثير المشوِه للعضلات والأنسجة الرخوة على الكسر.

## المعالجة
الطريقة المثلى لتدبير كسور غالياتزي استخدام الرد المفتوح لمعالجة كسر العظم الكعبري وخلع المفصل الزندي الكعبري القاصي. يُسمى هذا الكسر «كسر الضرورة»، لأنه يُعالج بالضرورة من خلال الجراحة المفتوحة عند البالغين. ينتج عن العلاج غير الجراحي بقاء الخلع الجزئي في الجزء القاصي من الزند أو نكسه المتكرر. ويُعالج الكسر رغم ذلك من خلال الرد المغلق عند المرضى غير الناضجين هيكليًا كالأطفال.

## الوبائيات
كسور غالياتزي مسؤولة عن 3-7% من كل كسور الساعد. وتصيب عادةً الذكور. ورغم أن أنماط كسر غالياتزي غير شائعة، يقدر أنها تشكل 7% من كل كسور الساعد عند البالغين. وتحدث بسبب السقوط على ذراع ممدودة.